# Alice Rühle-Gerstel
Alice Rühle-Gerstel (24 de Março de 1894 – 24 de junho de 1943) foi uma escritora, feminista e psicóloga judia alemã.
Alice Gerstel frequentou um colégio interno para meninas em Dresden, em seguida, o liceu e a formação para professores de alemão em Praga.
Ela foi uma enfermeira na Primeira Guerra Mundial. De 1917 a 1921, ela estudou literatura e filosofia em Praga e Munique. Em 1921, ela concluiu um doutorado em Friedrich Schlegel. No mesmo ano, ela casou-se com Otto Rühle, uma comunista, aluno de Alfred Adlere, e, juntos com Grete Fantl, fundaram a Associação Marxista de Estudos da Psicologia Individual de Dresden.
Em 1924, fundou a editora "Am Ufer ändern - Dresden-Buchholz-Friedewald" e produziu artigos mensais defendendo a educação socialista.
Alice Rühle-Gerstel desenvolveu uma grande amizade com Milena Jesenská. Como socialista, ela não estava mais segura no início do regime nazista na Alemanha. Em 1932, ela voltou para sua cidade natal, Praga. A partir de 1933, ela trabalhou no suplemento infantil do Prager Tagblatt. Sua busca por identidade é descrita no romance autobiográfico "Der Umbruch oder die Freiheit und Hanna". Mas ela deixou Praga, depois de alguns anos e, em 1936, acompanhou seu marido para o México, onde ele tinha família. No México, ela trabalhou como tradutora em um escritório do governo e como jornalista econômica. Apesar de amizades com Trotsky, Frida Kahlo e Diego Rivera, no México, ela nunca se sentiu confortável e acabou por cometer suicídio no dia da morte de seu marido, em junho de 1943.

## Principais obras
- Freud e Adler. Elementare Einführung in Psychoanalyse und Individualpsychologie. Dresden 1924
- Der Weg zum Wir. Versuch einer Verbindung von Marxismus und Individualpsychologie. Dresden 1927, Nachdruck München 1980
- Das Frauenproblem der Gegenwart – Eine psychologische Bilanz. Leipzig 1932, Nachdruck unter dem Titel Die Frau und der Kapitalismus. Frankfurt am Main, 1973 (darin das Zitat: "Die ganze Welt, wie sie heute ist, ist Männerwelt")
- Der Umbruch oder Hanna und die Freiheit. Romano, postum erschienen 1984

## Outros textos (seleção)
- Das proletarische Kind. Rezension des Buches von Otto Rühle. In: Die Frau im Staat, München, 4. Jg./05.1922/Heft V/S. 3
- Der Hexenwahn. In: Frauenstimme. Beilage für die Frauen proletarischer Freidenker. In: Atheist. Illustrierte Wochenschrift für Volksaufklärung, Nürnberg / Leipzig, 22. Jg (2. Jg.)/Februar 1925/Nr. 2/S. 7–8
- Über die Eifersucht als weibliche Sicherung. In: Internationale Zeitschrift für Individualpsychologie, Wien, 3. Jg./Dezember 1925/Heft 6/S. 314–320
- Über Prostitution. In: Schriftenreihe des Freidenkerverlages, Leipzig, 1. Jg./ca. 1927/Heft 5/S. 82–84
- Der autonome Mensch. In: Schriftenreihe des Freidenkerverlages, Leipzig, 1. Jg./ca. 1927/Heft 8/S. 132–136
- Beruf und Gesellschaft. Referat auf der Tagung der Entschiedenen Schulreformer und Leitsätze. 29. September bis 2. Oktober 1928 in Dresden. In: Beruf, Mensch, Schule. Tagungsbuch der Entschiedenen Schulreformer, Hrsg. Paul Oestreich und Erich Viehweg, Frankfurt am Main 1929, S. 21–31; 181–183
- Die neue Frauenfrage. In: Die literarische Welt, Berlin: 5. Jg./1929/Nr. 11/S. 1–2
- Hartwig, Mela: Das Weib ist ein Nichts. Rezension. In: Die Literarische Welt, Berlin: 5. Jg./1929/Nr. 38/S. 5
- An die unpolitischen Frauen. Beitrag zum Sammelartikel: Deutschland, wie sie es sich wünschen. In: Die literarische Welt, Berlin: 6. Jg./1930/Nr. 13/S. 6
- Die entthronte Libido. Bemerkungen zu Freuds „Das Unbehagen in der Kultur“. In: Internationale Zeitschrift für Individualpsychologie, Wien: 8. Jg./Dezember 1930/Heft 6/S. 558–566
- Untergang der Ehe. In: Die literarische Welt, Berlin: 6. Jg./1930/Nr. 24/S. 1–2
- Frauen und Liebesgeschichten. Ein kleiner Bericht. In: Die literarische Welt, Berlin: 7. Jg./1931/Nr. 12/S. 9–10
- Lebensregeln für Menschen von heute. Was man mit Enttäuschungen und Unglück anfangen soll. In: Die literarische Welt, Berlin: 7. Jg./1931/Nr. 38/S. 3–4
- Überall Frauen. In: Prager Tagblatt, Prag/57. Jg./9. August 1932/Nr. 187/S. 4
- Abschaffung des Geschlechtsverkehrs. Rezension des Buches Neugeburt der Ehe von Hans Sterneder. In: Prager Tagblatt, Prag/57. Jg./31. Dezember 1932/Nr. 308/S. 3
- Beitrag zur Rundfrage: Bilanz der Frauenbewegung. In: Die literarische Welt, Berlin: 8. Jg./1932/Nr. 10/S. 3–4
- Mann und Frau von heute. I. Die Frau wird losgesprochen. In: Die literarische Welt, Berlin: 8. Jg./1932/Nr. 41/42/S. 7 (Kopie FSA/BS)
- Die literarische Welt der Frau. Zurück zur guten alten Zeit?. In: Die literarische Welt, Berlin: 9. Jg./1933/Nr. 4/S. 5–6
- Erinnerungen an meine Zukunft. In: Prager Tagblatt, 60. Jg./15. Dezember 1935/Nr. 292/Jubiläumsnummer – Beilage Nr. 6/S. 3 (Kopie FSA/BS)
- Unter dem Pseudonym „Lizzi Kritzel“: Ein Nachmittag bei hungernden Kindern (im Erzgebirge). In: Prager Tagblatt, 61. Jg./29. März 1936/Nr. 76/S. 4–5
- In welchem Alter wird die Frau alt? In: Prager Tagblatt, o. J., S. 29. Institut für Zeitgeschichte München – Archiv, Sign. EO 227/5
- Kein Gedicht für Trotzki. Tagebuchaufzeichnungen aus Mexico. Neue Kritik, Frankfurt am Main 1979, ISBN 3-8015-0163-9

## Literatura
- Norbert Abels: A. R. G.De. Em: Hans Erler u. um. (Hrsg.): "Meinetwegen ist die Welt erschaffen". Das intellektuelle Vermächtnis des deutschsprachigen Judentums. 58 Retratos. Campus, Frankfurt de 1997 ISBN 3-593-35842-5, S. 203-212
- Jutta Friederich: Alice Rühle-Gerstel (1894-1943 - Eine em Vergessenheit geratene Individualpsychologin. Königshausen & Neumann, Würzburg, 2012, ISBN 978-3-8260-4994-1
- Gerald Mackenthun: Alice Rühle-Gerstels individueller Weg zwischen Marxismus und Individualpsychologie. Em: A. Lévy, G. Mackenthun (Hrsg.): Gestalten um Alfred Adler – Pioniere der Individualpsychologie. Königshausen & Neumann, Würzburg 2002, S. 215-238
- Jana Mikota: Morrer proletarische Bibliothek. Alice Rühle-Gerstels und Otto Rühles Beitrag zu einer Lesesozialisation der proletarischen Mädchen und Jungen em den 1920er Jahren. (PDF; 439 kB) Em: medaon.de, Magazin für jüdisches Leben no Forschung und Bildung